# Lycodes sigmatoides
Lycodes sigmatoides és una espècie de peix de la família dels zoàrcids i de l'ordre dels perciformes.

## Morfologia
- Els mascles poden assolir 56 cm de longitud total.[4][5]

## Hàbitat
És un peix marí, de clima polar i demersal que viu entre 32-595 m de fondària.

## Distribució geogràfica
Es troba als mars del Japó i d'Okhotsk, i a Corea del Sud.

## Observacions
És inofensiu per als humans.